# Lista de conquistas na carreira de Fernando Alonso
A lista de conquistas na carreira de Fernando Alonso contém as marcas alcançadas pelo piloto espanhol em sua trajetória no automobilismo. Alonso é bicampeão mundial de Fórmula 1 tendo conquistado os títulos nas temporadas de 2005 e 2006, além de vice-campeão em 2010, 2012 e 2013.

## Fórmula 1

### Títulos
| # | Temporada | Equipe  | Vitórias | Pódios | Abandonos | Pole positions | Pontos | Ref.  |
| - | --------- | ------- | -------- | ------ | --------- | -------------- | ------ | ----- |
| 1 | 2005      | Renault | 7        | 14     | 1         | 5              | 133    | [ 2 ] |
| 2 | 2006      | Renault | 7        | 14     | 2         | 6              | 134    | [ 3 ] |

### Vitórias
| #  | Temporada | Equipe  | Grande Prêmio | Posição de largada | Circuito/Autódromo               | Ref.   |
| -- | --------- | ------- | ------------- | ------------------ | -------------------------------- | ------ |
| 1  | 2003      | Renault | Hungria       | 01º                | Hungaroring                      | [ 4 ]  |
| 2  | 2005      | Renault | Malásia       | 01º                | Circuito Internacional de Sepang | [ 5 ]  |
| 3  | 2005      | Renault | Barém         | 01º                | Circuito Internacional do Barém  | [ 6 ]  |
| 4  | 2005      | Renault | San Marino    | 02º                | Autódromo Enzo e Dino Ferrari    | [ 7 ]  |
| 5  | 2005      | Renault | Europa        | 06º                | Nürburgring                      | [ 7 ]  |
| 6  | 2005      | Renault | França        | 01º                | Circuito de Magny-Cours          | [ 8 ]  |
| 7  | 2005      | Renault | Alemanha      | 03º                | Hockenheimring                   | [ 9 ]  |
| 8  | 2005      | Renault | China         | 01º                | Circuito Internacional de Xangai | [ 10 ] |
| 9  | 2006      | Renault | Barém         | 04º                | Circuito Internacional do Barém  | [ 11 ] |
| 10 | 2006      | Renault | Austrália     | 03º                | Circuito de Albert Park          | [ 12 ] |
| 11 | 2006      | Renault | Espanha       | 01º                | Circuito da Catalunha            | [ 13 ] |
| 12 | 2006      | Renault | Mônaco        | 01º                | Circuito de Monte Carlo          | [ 14 ] |
| 13 | 2006      | Renault | Grã-Bretanha  | 01º                | Circuito de Silverstone          | [ 15 ] |
| 14 | 2006      | Renault | Canadá        | 01º                | Circuito Gilles Villeneuve       | [ 16 ] |
| 15 | 2006      | Renault | Japão         | 05º                | Circuito de Suzuka               | [ 17 ] |
| 16 | 2007      | McLaren | Malásia       | 02º                | Circuito Internacional de Sepang | [ 18 ] |
| 17 | 2007      | McLaren | Mônaco        | 01º                | Circuito de Monte Carlo          | [ 19 ] |
| 18 | 2007      | McLaren | Europa        | 02º                | Circuito de Nürburgring          | [ 20 ] |
| 19 | 2007      | McLaren | Itália        | 01º                | Circuito de Monza                | [ 21 ] |
| 20 | 2008      | Renault | Singapura     | 15º                | Circuito Urbano de Marina Bay    | [ 22 ] |
| 21 | 2008      | Renault | Japão         | 04º                | Fuji International Speedway      | [ 23 ] |
| 22 | 2010      | Ferrari | Barém         | 03º                | Circuito Internacional do Barém  | [ 24 ] |
| 23 | 2010      | Ferrari | Alemanha      | 02º                | Hockenheimring                   | [ 25 ] |
| 24 | 2010      | Ferrari | Itália        | 01º                | Circuito de Monza                | [ 26 ] |
| 25 | 2010      | Ferrari | Singapura     | 01º                | Circuito Urbano de Marina Bay    | [ 27 ] |
| 26 | 2010      | Ferrari | Coreia do Sul | 03º                | Circuito Internacional da Coreia | [ 28 ] |
| 27 | 2011      | Ferrari | Grã-Bretanha  | 03º                | Circuito de Silverstone          | [ 29 ] |
| 28 | 2012      | Ferrari | Malásia       | 08º                | Circuito Internacional de Sepang | [ 30 ] |
| 29 | 2012      | Ferrari | Europa        | 11º                | Circuito Urbano de Valência      | [ 31 ] |
| 30 | 2012      | Ferrari | Alemanha      | 01º                | Hockenheimring                   | [ 32 ] |
| 31 | 2013      | Ferrari | China         | 03º                | Circuito Internacional de Xangai | [ 33 ] |
| 32 | 2013      | Ferrari | Espanha       | 05º                | Circuito da Catalunha            | [ 34 ] |

### Pódios (sem vitórias)
| #  | Temporada | Equipe  | Grande Prêmio  | Colocação na corrida | Posição de largada | Circuito/Autódromo               | Ref.          |
| -- | --------- | ------- | -------------- | -------------------- | ------------------ | -------------------------------- | ------------- |
| 1  | 2003      | Renault | Malásia        | 03º                  | 01º                | Circuito Internacional de Sepang | [ 35 ] [ 36 ] |
| 2  | 2003      | Renault | Brasil         | 03º                  | 10º                | Autódromo de Interlagos          | [ 37 ]        |
| 3  | 2003      | Renault | Espanha        | 02º                  | 03º                | Circuito da Catalunha            | [ 38 ]        |
| 4  | 2004      | Renault | Austrália      | 03º                  | 05º                | Circuito de Albert Park          | [ 39 ]        |
| 5  | 2004      | Renault | França         | 02º                  | 01º                | Circuit de Magny-Cours           | [ 40 ]        |
| 6  | 2004      | Renault | Alemanha       | 03º                  | 05º                | Hockenheimring                   |               |
| 7  | 2004      | Renault | Hungria        | 03º                  | 05º                | Hungaroring                      |               |
| 8  | 2005      | Renault | Austrália      | 03º                  | 13º                | Circuito de Albert Park          |               |
| 9  | 2005      | Renault | Espanha        | 02º                  | 03º                | Circuito da Catalunha            |               |
| 10 | 2005      | Renault | Grã-Bretanha   | 02º                  | 01º                | Circuito de Silverstone          |               |
| 11 | 2005      | Renault | Turquia        | 02º                  | 03º                | Circuito de Istambul             |               |
| 12 | 2005      | Renault | Itália         | 02º                  | 02º                | Circuito de Monza                |               |
| 13 | 2005      | Renault | Bélgica        | 02º                  | 04º                | Spa-Francorchamps                |               |
| 14 | 2005      | Renault | Brasil         | 03º                  | 01º                | Autódromo de Interlagos          |               |
| 15 | 2005      | Renault | Japão          | 03º                  | 16º                | Circuito de Suzuka               |               |
| 16 | 2006      | Renault | Malásia        | 02º                  | 07º                | Circuito Internacional de Sepang |               |
| 17 | 2006      | Renault | San Marino     | 02º                  | 05º                | Autódromo Enzo e Dino Ferrari    |               |
| 18 | 2006      | Renault | Europa         | 02º                  | 01º                | Nürburgring                      |               |
| 19 | 2006      | Renault | França         | 02º                  | 03º                | Circuito de Magny-Cours          |               |
| 20 | 2006      | Renault | Turquia        | 02º                  | 03º                | Circuito de Istambul             |               |
| 21 | 2006      | Renault | China          | 02º                  | 01º                | Circuito Internacional de Xangai |               |
| 22 | 2006      | Renault | Brasil         | 02º                  | 04º                | Autódromo de Interlagos          |               |
| 23 | 2007      | McLaren | Austrália      | 02º                  | 02º                | Circuito de Albert Park          |               |
| 24 | 2007      | McLaren | Espanha        | 03º                  | 02º                | Circuito da Catalunha            |               |
| 25 | 2007      | McLaren | Estados Unidos | 02º                  | 02º                | Indianapolis Motor Speedway      |               |
| 26 | 2007      | McLaren | Grã-Bretanha   | 02º                  | 03º                | Circuito de Silverstone          |               |
| 27 | 2007      | McLaren | Turquia        | 03º                  | 04º                | Circuito de Istambul             |               |
| 28 | 2007      | McLaren | Bélgica        | 03º                  | 03º                | Spa-Francorchamps                |               |
| 29 | 2007      | McLaren | China          | 02º                  | 04º                | Circuito Internacional de Xangai |               |
| 30 | 2007      | McLaren | Brasil         | 02º                  | 01º                | Autódromo de Interlagos          |               |
| 31 | 2008      | Renault | Brasil         | 02º                  | 06º                | Autódromo de Interlagos          | [ 41 ]        |
| 32 | 2009      | Renault | Cingapura      | 03º                  | 05º                | Circuito Urbano de Marina Bay    |               |
| 33 | 2010      | Ferrari | Espanha        | 02º                  | 04º                | Circuito da Catalunha            |               |
| 34 | 2010      | Ferrari | Canadá         | 03º                  | 03º                | Circuito Gilles Villeneuve       | [ 42 ]        |
| 35 | 2010      | Ferrari | Hungria        | 02º                  | 03º                | Hungaroring                      | [ 43 ]        |
| 36 | 2010      | Ferrari | Japão          | 03º                  | 04º                | Circuito de Suzuka               | [ 44 ]        |
| 37 | 2010      | Ferrari | Brasil         | 03º                  | 05º                | Autódromo de Interlagos          | [ 45 ]        |
| 38 | 2011      | Ferrari | Turquia        | 03º                  | 05º                | Circuito de Istambul             | [ 46 ]        |
| 39 | 2011      | Ferrari | Mônaco         | 02º                  | 04º                | Circuito de Monte Carlo          | [ 47 ]        |
| 40 | 2011      | Ferrari | Europa         | 02º                  | 04º                | Circuito Urbano de Valência      |               |
| 41 | 2011      | Ferrari | Alemanha       | 02º                  | 04º                | Nürburgring                      |               |
| 42 | 2011      | Ferrari | Hungria        | 03º                  | 05º                | Hungaroring                      |               |
| 43 | 2011      | Ferrari | Itália         | 03º                  | 04º                | Circuito de Monza                | [ 48 ]        |
| 44 | 2011      | Ferrari | Japão          | 02º                  | 05º                | Circuito de Suzuka               | [ 49 ]        |
| 45 | 2011      | Ferrari | Índia          | 03º                  | 04º                | Circuito Internacional de Buddh  | [ 50 ]        |
| 46 | 2011      | Ferrari | Abu Dhabi      | 02º                  | 05º                | Circuito de Yas Marina           | [ 51 ]        |
| 47 | 2012      | Ferrari | Espanha        | 02º                  | 02º                | Circuito da Catalunha            | [ 52 ]        |
| 48 | 2012      | Ferrari | Mônaco         | 03º                  | 05º                | Circuito de Monte Carlo          | [ 53 ]        |
| 49 | 2012      | Ferrari | Grã-Bretanha   | 02º                  | 01º                | Circuito de Silverstone          | [ 54 ] [ 55 ] |
| 50 | 2012      | Ferrari | Itália         | 03º                  | 10º                | Circuito de Monza                | [ 56 ]        |
| 51 | 2012      | Ferrari | Cingapura      | 03º                  | 05º                | Circuito Urbano de Marina Bay    | [ 57 ]        |
| 52 | 2012      | Ferrari | Coréia do Sul  | 03º                  | 04º                | Circuito Internacional da Coreia | [ 58 ]        |
| 53 | 2012      | Ferrari | Índia          | 02º                  | 05º                | Circuito Internacional de Buddh  | [ 59 ]        |
| 54 | 2012      | Ferrari | Abu Dhabi      | 02º                  | 06º                | Circuito de Yas Marina           | [ 60 ] [ 61 ] |
| 55 | 2012      | Ferrari | Estados Unidos | 03º                  | 09º                | Circuito das Américas            | [ 62 ] [ 63 ] |
| 56 | 2012      | Ferrari | Brasil         | 02º                  | 07º                | Autódromo de Interlagos          | [ 64 ]        |
| 57 | 2013      | Ferrari | Austrália      | 02º                  | 05º                | Circuito de Albert Park          | [ 65 ]        |
| 58 | 2013      | Ferrari | Canadá         | 02º                  | 06º                | Circuito Gilles Villeneuve       |               |
| 59 | 2013      | Ferrari | Grã-Bretanha   | 03º                  | 08º                | Circuito de Silverstone          |               |
| 60 | 2013      | Ferrari | Bélgica        | 02º                  | 09º                | Spa-Francorchamps                |               |
| 61 | 2013      | Ferrari | Itália         | 02º                  | 05º                | Circuito de Monza                |               |
| 62 | 2013      | Ferrari | Cingapura      | 02º                  | 07º                | Circuito Urbano de Marina Bay    |               |
| 63 | 2013      | Ferrari | Brasil         | 03º                  | 03º                | Autódromo de Interlagos          |               |
| 64 | 2014      | Ferrari | China          | 03º                  | 05º                | Circuito Internacional de Xangai |               |
| 65 | 2014      | Ferrari | Hungria        | 02º                  | 05º                | Hungaroring                      |               |

### Pole positions
| #  | Temporada | Equipe  | Grande Prêmio | Tempo da pole | Colocação na corrida | Circuito/Autódromo               | Ref.          |
| -- | --------- | ------- | ------------- | ------------- | -------------------- | -------------------------------- | ------------- |
| 1  | 2003      | Renault | Malásia       | 1:37.044      | 03º                  | Circuito Internacional de Sepang | [ 66 ]        |
| 2  | 2003      | Renault | Hungria       | 1:21.688      | 01º                  | Hungaroring                      | [ 67 ] [ 68 ] |
| 3  | 2004      | Renault | França        | 1:13.698      | 02º                  | Circuito de Magny-Cours          |               |
| 4  | 2005      | Renault | Malásia       | 3:07.672      | 01º                  | Circuito Internacional de Sepang | [ 69 ]        |
| 5  | 2005      | Renault | Barém         | 3:01.902      | 01º                  | Circuito Internacional do Barém  | [ 70 ]        |
| 6  | 2005      | Renault | França        | 1:14.412      | 01º                  | Circuito de Magny-Cours          | [ 8 ]         |
| 7  | 2005      | Renault | Grã-Bretanha  | 1:19.905      | 02º                  | Circuito de Silverstone          |               |
| 8  | 2005      | Renault | Brasil        | 1:11.988      | 03º                  | Autódromo de Interlagos          |               |
| 9  | 2005      | Renault | China         | 1:34.080      | 01º                  | Circuito Internacional de Xangai |               |
| 10 | 2006      | Renault | Europa        | 1:29.816      | 02º                  | Nürburgring                      |               |
| 11 | 2006      | Renault | Espanha       | 1:14.648      | 01º                  | Circuito da Catalunha            |               |
| 12 | 2006      | Renault | Mônaco        | 1:13.898      | 01º                  | Circuito de Monte Carlo          |               |
| 13 | 2006      | Renault | Grã-Bretanha  | 1:20.253      | 01º                  | Circuito de Silverstone          |               |
| 14 | 2006      | Renault | Canadá        | 1:14.942      | 01º                  | Circuito Gilles Villeneuve       |               |
| 15 | 2006      | Renault | China         | 1:44.360      | 02º                  | Circuito Internacional de Xangai |               |
| 16 | 2007      | McLaren | Mônaco        | 1:15.726      | 01º                  | Circuito de Monte Carlo          |               |
| 17 | 2007      | McLaren | Itália        | 1:21.997      | 01º                  | Circuito de Monza                |               |
| 18 | 2009      | Renault | Hungria       | 1:21.569      | Ret1                 | Hungaroring                      |               |
| 19 | 2010      | Ferrari | Itália        | 1:21.962      | 01º                  | Circuito de Monza                |               |
| 20 | 2010      | Ferrari | Cingapura     | 1:45.390      | 01º                  | Circuito Urbano de Marina Bay    |               |
| 21 | 2012      | Ferrari | Grã-Bretanha  | 1:51.746      | 02º                  | Circuito de Silverstone          |               |
| 22 | 2012      | Ferrari | Alemanha      | 1:40.621      | 01º                  | Hockenheimring                   |               |

- ↑1  Abandonou o Grande Prêmio.

## Mundial de Provas de resistência

### Títulos
| # | Temporada | Equipe                 | Corridas | Vitórias | Pódios | Abandonos | Pole positions | Pontos | Ref.          |
| - | --------- | ---------------------- | -------- | -------- | ------ | --------- | -------------- | ------ | ------------- |
| 1 | 2018–19   | Toyota Motorsport GmbH | 8        | 5        | 4      | 7         | 0              | 198    | [ 71 ] [ 72 ] |

### Vitórias nas 24 Horas de Le Mans
| # | Ano  | Classe | Equipe                 | Companheiros    | Voltas | Tempo        | Ref.          |
| - | ---- | ------ | ---------------------- | --------------- | ------ | ------------ | ------------- |
| 1 | 2018 | LMP1   | Toyota Motorsport GmbH | Buemi; Nakajima | 388    | 24:00.52.247 | [ 73 ] [ 74 ] |
| 2 | 2019 | LMP1   | Toyota Motorsport GmbH | Buemi; Nakajima | 385    | 24:00:10.574 | [ 71 ] [ 72 ] |